# Frank Bowles, Baron Bowles
Francis „Frank“ George Bowles, Baron Bowles (* 2. Mai 1902; † 29. Dezember 1970) war ein britischer Jurist und Politiker der Labour Party, der 22 Jahre lang Abgeordneter des House of Commons war und 1964 als Life Peer aufgrund des Life Peerages Act 1958 Mitglied des House of Lords wurde.

## Leben

### Solicitor und erfolglose Unterhauskandidaturen
Bowles, dessen Vater Horace Edgar Bowles Fellow des Royal Institute of Chemistry war, begann nach dem Besuch der Highgate School in Highgate ein Studium der Rechtswissenschaften am University College London, das er 1923 mit einem Bachelor of Laws (LL.B.) abschloss. Nachdem er 1925 seine anwaltliche Zulassung erhalten hatte, war er zwischen 1925 und 1947 als Solicitor der Pearl Assurance Company tätig. Daneben absolvierte er ein Studium an der London School of Economics and Political Science (LSE), das er 1926 mit einem Bachelor of Science (B.Sc.) beendete.
Bowles, der 1924 Mitglied der Labour Party wurde, kandidierte bei den Unterhauswahlen vom 30. Mai 1929, 27. Oktober 1931 und 14. November 1935 im Wahlkreis Hackney North sowie bei einer Nachwahl (By-election) im Wahlkreis Preston am 25. November 1936 jeweils erfolglos für ein Abgeordnetenmandat im Unterhaus.

### Unterhausabgeordneter und Oberhausabgeordneter
Nachdem Reginald Fletcher nach seiner Ernennung zum 1. Baron Winster, of Witherslack in the County of Westmorland am 4. Februar 1942 aus dem Unterhaus ausschied, wurde Bowles als dessen Nachfolger bei einer Nachwahl am 9. März 1942 im Wahlkreis Nuneaton erstmals als Abgeordneter in das House of Commons gewählt und gehörte diesem nach sechs Wiederwahlen bis zu seinem freiwilligen Mandatsverzicht am 31. Dezember 1964 an.
Während seiner Parlamentszugehörigkeit wurde er im November 1946 zunächst stellvertretender Vorsitzender der Labour-Fraktion im Unterhaus (Parliamentariary Labour Party), ehe er nach dem Rücktritt von Hubert Beaumont im Oktober 1948 stellvertretender Sprecher (Deputy Speaker) des Unterhauses, stellvertretender Vorsitzender der Ausschüsse sowie stellvertretender Vorsitzender des Ausschusses für Wege und Mittel (Deputy Chairman of Ways and Means) wurde. Diese Funktionen bekleidete er bis zu seiner Ablösung durch Charles MacAndrew im Februar 1950.
Kurz vor seinem Ausscheiden aus dem Unterhaus wurde Bowles durch ein Letters Patent vom 12. Dezember 1964 aufgrund des Life Peerages Act 1958 als Life Peer mit dem Titel Baron Bowles, of Nuneaton in the County of Warwick, in den Adelsstand erhoben und gehörte damit bis zu seinem Tod dem House of Lords als Mitglied an. Während seiner Zugehörigkeit zum Oberhaus war er von 1964 bis zur Niederlage der Labour Party bei den Unterhauswahlen am 18. Juni 1970 stellvertretender Parlamentarischer Hauptgeschäftsführer der Regierungsfraktion (Deputy Chief Government Whip) sowie zugleich Captain der Leibwache der britischen Königin (Captain of the Yeomen of the Guard).
Sein Mandatsverzicht ermöglichte es, dass der damalige Technologieminister im Kabinett von Premierminister Harold Wilson, Frank Cousins, bei der dadurch notwendig gewordenen Nachwahl im Wahlkreis Nuneaton am 21. Januar 1965 zum Unterhausabgeordneten gewählt wurde.